# ويندي هول
ويندي هول (بالإنجليزية: Wendy Hall)‏: DBE،FRS، بروفسورة في علوم الحاسب في جامعة ساوثهامبتون في بريطانيا.

## الخلفية
ولدت وندي هال في غرب لندن.
قدمت دراستها الجامعية الأولى ودراسات بعد التخرج بالرياضيات في جامعة ساوثهامبتون. عادت إليها في عام 1984 لتنضم إلى مجموعة علوم الحاسب التي تشكلت حديثاً وعملت في الملتميديا والربط التشعبي
اخترع فريقها نظام الربط التشعبي المكروكوسم (بالإنجليزية: Microcosm (hypermedia system))‏ ( قبل إنشاء شبكة عنكبوتية عالمية), والذي طرح تجارياً من قبل شركة ملتيكوسم الناشئة (بالإنجليزية: Multicosm Ltd)‏.

## اأكاديمياً
عينت هال كأول أنثى كأستاذة جامعية في الهندسة في 1994. ثم شغلت منصب رئيس قسم كلية علوم الحاسب والالكترونيات بين عامي 2002 و 2007.

## التكريم/الزمالات
عُينت السيدة هال كحاملة وسام شرف الامبراطورية البريطانية (CBE) في احتفال ال2000 وأصبحت زميلة أكاديمية الهندسة الملكية في نفس العام.
وعُينت كسيدة شرف الامبراطورية البريطانية (DBE) في احتفال ال 2009.
وهي زميلة الجمعية البريطانية للمعلوماتية و شغلت منصب الإدراة فيها وزميلة في جمعية الهندسة والتقنية. وعينت في عام 2002 زميلة سيتي آند غيلدز
وقد حازت هال درجت شرف من جامعة أوكسفورد بروكز وجامعة غلاموغان وجامعة كارديف, وجامعة برتوريا.
اختيرت وندي هال في 15 مايو عام 2009 كزميلة للجمعية الملكية. وفي عام 2010 عينت في منصب زميل ACM «لتقديم تبرعات إلى الشبكة الدلالية والعلوم على شبكة الإنترنت وخدمة ACM والمجتمع الدولي الحوسبة».
وهي عضو في المجلس الاستشاري لحملة للعلوم والهندسة.
في فبراير 2013 تم تقييمها بأنها واحدة من 100 امرأة الأكثر نفوذاً في المملكة المتحدة من قبل ساعة المرأة على بي بي سي راديو 4.

## العمل المهني
عملت هال في عان 2006 كمدير تأسيسي مع مع السيد تيم بيرنرز لي، الأستاذ نايجل شادبولت ودانيال وايتسنر في مبادرة ابحاث علوم الوب لتعزيز اختصاص علوم الويب ودعم التعاون البحثي بين جامعة ساوثهامپتون و معهد ماساتشوتس للتكنولوجيا معهد ماساتشوستس للتقنية.
وفي عام 2008 اختيرت هال لتشغل منصب رئاسة تجمع مكننة الحوسبة , هي جمعية مهنية للحوسبة.

## الحياة الشخصية
وندي هال متزوجة من د بيتر كاندلر ‏ , عالم فيزياء الپلازما.

## روابط خارجية
- ويندي هول على موقع IMDb (الإنجليزية)